# St. Georg (Etzgersrieth)

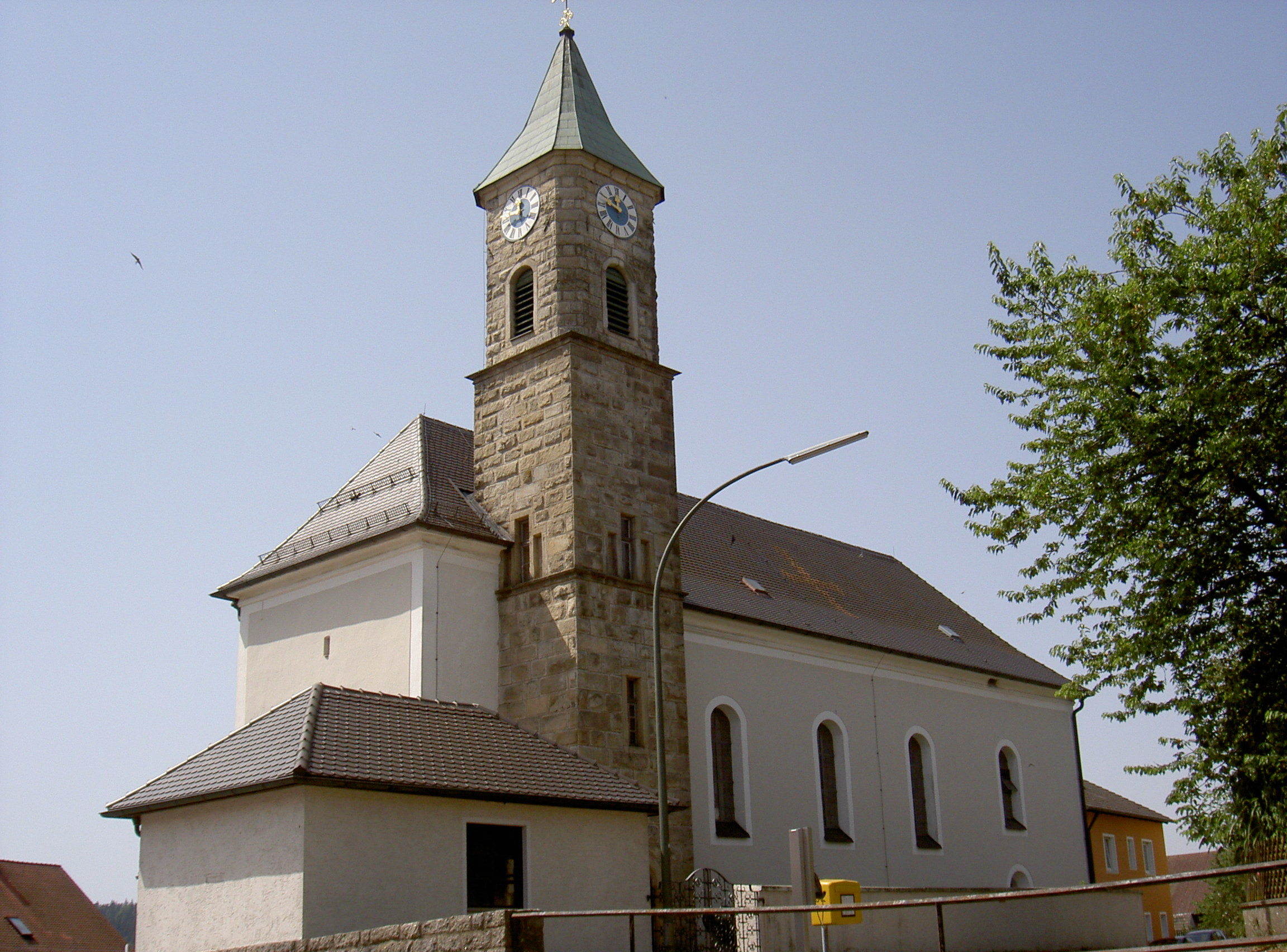
Kirche St. Georg in Etzgersrieth (2013)

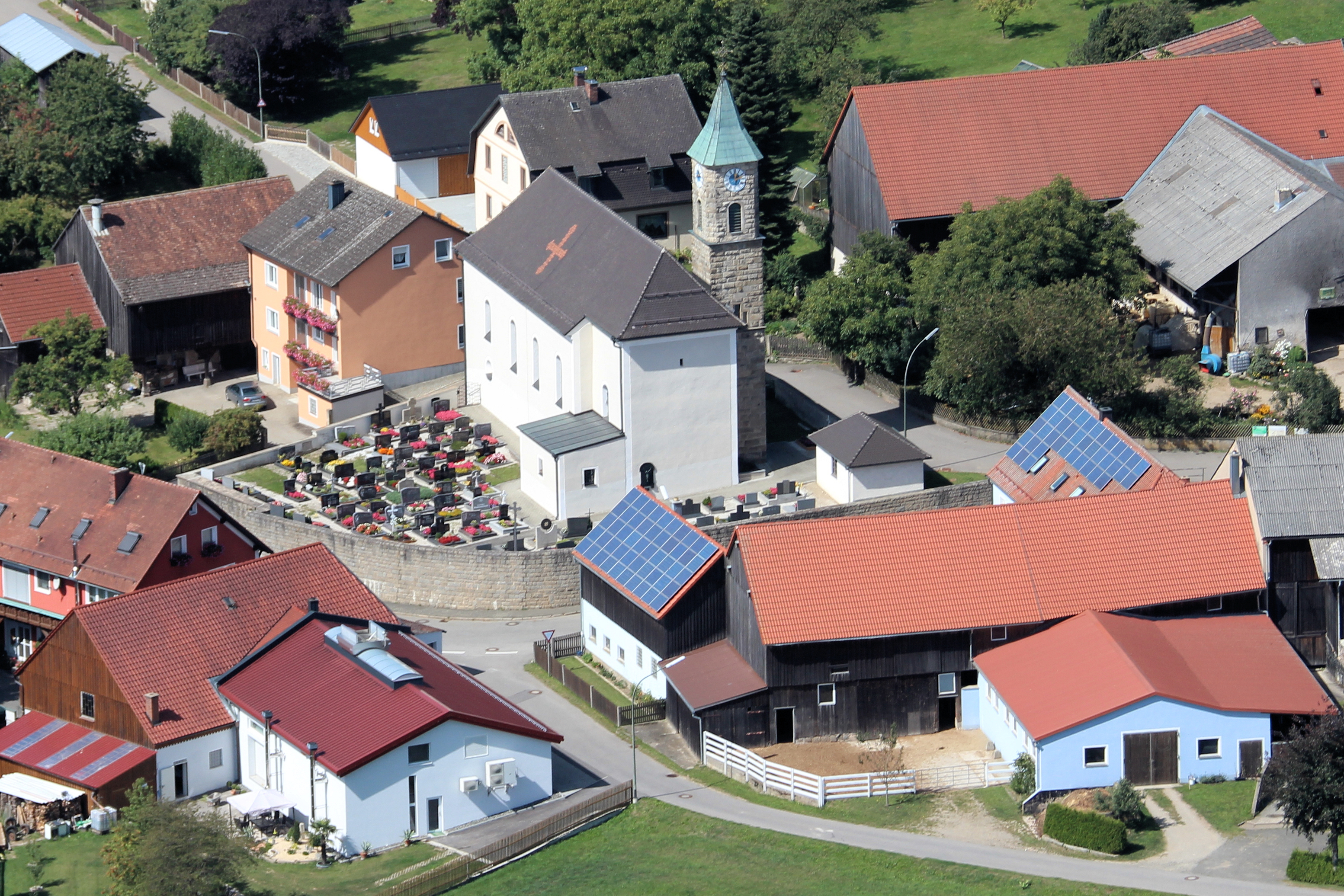
Kirche St. Georg in Etzgersrieth (2017)

Die Kirche St. Georg in Etzgersrieth ist heute eine Expositurkirche der römisch-katholischen Pfarrei Moosbach. Die Kirche liegt im Gemeindeteil Etzgersrieth im Oberpfälzer Landkreis Neustadt an der Waldnaab (Etzgersrieth 33).

## Geschichte
Pfalzgraf Rudolf und sein Bruder Ludwig schenkten 1297 dem Kloster St. Emmeram die Patronatsrechte der Pfarrei Moosbach und der dazugehörigen Filialen, darunter auch Etzgersrieth. Eine Pfarrei Etzgersrieth wird urkundlich erstmals am 30. Januar 1300 als Pfarrei, die dem Kloster St. Emmeram zugehörig ist, erwähnt. Etzgersrieth war zuvor vermutlich eine Filiale der Pfarrei Moosbach. Die Pfarrei Etzgersrieth ist weder im Pfarreienverzeichnis der Diözese Regensburg von 1326 noch in dem von 1350 erwähnt. Im Salbuch der Propstei Böhmischbruck von 1336 wird Etzgersrieth hingegen genannt. 1352 kommt Etzgersrieth an die Pfarrei Böhmischbruck.
Von 1566 bis 1626 in der Reformationszeit amtierten hier lutherische und ab 1559 kalvinistische Pfarrer. Da in dieser Zeit Etzgersrieth mit einem eigenen Pfarrer besetzt war, wird sie als Pfarrei, gelegentlich auch als „Filiale mit eigenem Kirchendienst“, angesehen. Ab 1626, Etzgersrieth war wieder katholisch geworden, wurde die Seelsorge durch den Pfarrer Johannes Sprenger von Tännesberg besorgt und –  nachdem  die Pfarrei Böhmischbruck wieder besetzt war – durch diese Pfarrei, und zwar zunächst von französischen Emigranten.
Im Dreißigjährigen Krieg ist die Kirche 1634 mitsamt dem ganzen Ort abgebrannt. 1667 wurde die mittelalterliche Kirche (mit Tonnengewölbe) durch Blitzschlag nochmals beschädigt. Die offenbar romanische Kirche war eng und zu klein für die Einwohnerschaft und musste wegen Baufälligkeit geschlossen werden. Die Etzgersriether mussten deswegen nach Böhmischbruck in den Gottesdienst gehen. In der Folge wurde beschlossen, die Kirche neu zu errichten. Der Plan dazu stammte von dem Maurermeister Dobmeier von Waidhaus. Allerdings weigerten sich die Bürger, die Hand- und Spanndienste umsonst zu leisten, da die Kirche über ein Barvermögen von 3800 fl und über Außenstände von 1424 fl verfügte. Im Februar 1738 erfolgte die Baugenehmigung, wobei der Turm stehenbleiben und nur das Langhaus neu errichtet werden sollte. Die Baukosten beliefen sich auf 1416 fl. Allerdings brannte auch diese Kirche am 16. Juli 1816 wieder nieder, auch der ganze Ort wurde ein Raub der Flammen. Der Kooperator Jakob Seitl gab gerade den Segen, als der Brand ausbrach. Die Paramente und die Kirchengeräte konnten aber gerettet werden, die Glocken schmolzen zusammen.
Beim Wiederaufbau konnten die alten Mauern noch verwendet werden, der Turm musste hingegen neu errichtet werden. Im September 1838 konnte hier wieder ein Gottesdienst gehalten werden. Die Weihe vollzog am 30. April 1838 Pater Emanuel Hannecker aus Pfreimd. Eine Erweiterung der Kirche wurde am 15. Mai 1914 genehmigt. Die Pläne dafür fertigte der Architekt Heinrich Hauberrisser aus Regensburg an.
Seit dem 6. August 1912 ist Etzgersrieth eine exponierte Kooperatur (= Expositur). Pfarrer Rackl aus Böhmischbruck hatte dafür ein Bittgesuch an den Bischof von Regensburg gesandt, da die Wohnverhältnisse des Kooperators in Böhmischbruck sehr beengt waren. Der erste Expositus war Lorenz Lippert (1912–1922). Der Expositus Josef Losch (1933–1938) wurde durch die Gestapo verhaftet und am 29. Januar 1945 kurz vor Kriegsende im Strafgefängnis Plötzensee von Berlin gehängt. Eine Gedenktafel im Kircheninneren erinnert an ihn. Unter Expositus Josef Busl (1954–1959) wurde der hölzerne Glockenstuhl durch einen eisernen ersetzt und ein erstes Leichenhaus errichtet. Unter Expositus Georg Bodner (ab 1959) wurde das Schindeldach durch Schieferplatten ersetzt, der Kirchturm mit einem Kupferdach eingedeckt und das Kirchturmkreuz vergoldet. In seiner Zeit musste auch eine Innenrenovierung durchgeführt werden, da die Kirche durch einen Schwelbrand am Hochaltar verraucht war. Die Deckengemälde wurden durch den Kirchenmaler Johann Rauch aufgefrischt.
Seit 1. Februar 2005 gehört die Expositur zur Pfarrei Moosbach.

## Innengestaltung

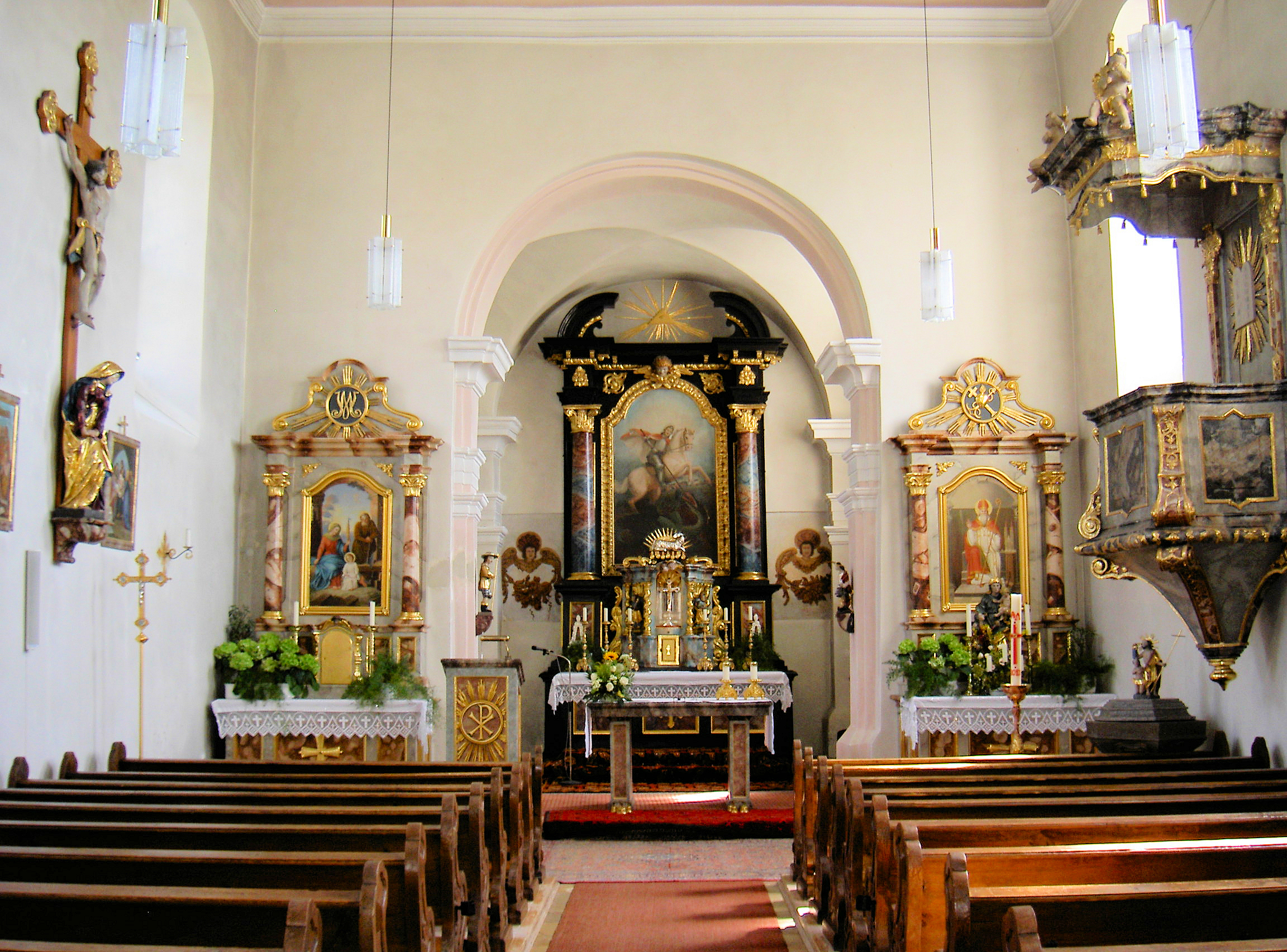
Haupt- und Nebenaltäre der Kirche St. Georg

Der Hochaltar ist ein barockes Schnitzwerk mit zwei Säulen. Zwischen diesen ist der Tabernakel eingebaut. Der Altar ist dem Kirchenpatron, dem Hl. Georg, geweiht. Das Altarbild zeigt ihn als Drachentöter in einer Landschaft, die Etzgersrieth entspricht.
Der linke Seitenaltar ist der Gottesmutter Maria geweiht; das Altarbild zeigt die Hl. Familie mit dem Jesusknaben in der Mitte. Der rechte Seitenaltar ist dem  Hl. Wolfgang,  Bischof von Regensburg und Patron des Bistums Regensburg, geweiht. Auch die Kanzel ist ein Meisterwerk barocker Schnitzkunst. Das wertvollste Werk in der Kirche sind die beiden bei der letzten Renovierung wieder freigelegten Engelsdarstellungen in Fresko rechts und links beim Hochaltar.

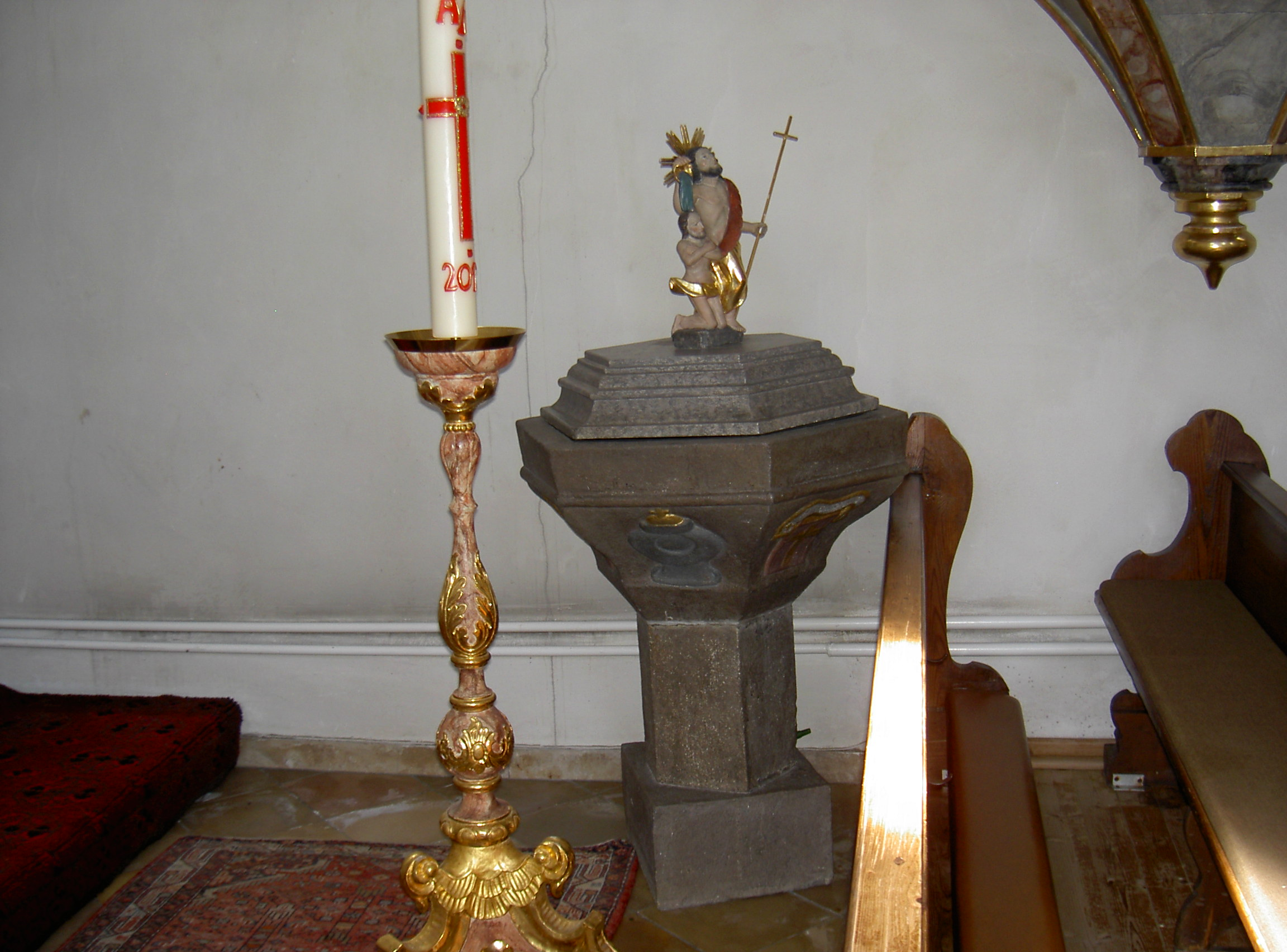
Taufbecken der Kirche St. Georg

Erwähnenswert ist auch die barocke und in Holz geschnitzte Darstellung der Taufe Jesu auf dem Deckel des Taufsteins. 1838 wurde auch ein Kreuzweg von der Güpen‘schen Kunsthandlung in München für 500 Mark angeschafft.
Die Ausmalung der Kirche von 1918 erfolgte durch den Dekorationsmaler Aichlmayer aus Tirschenreuth und den Kunstmaler Thoma aus München. Die Kirchendecke ist mit Darstellungen aus dem Leben Jesu ausgemalt.

### Orgel
Der Orgelmacher Xaver Ehrlich von Bärnau machte nach dem Brand der Kirche von 1838 einen Kostenvorschlag für eine neue Orgel über 316 fl. 1914 wurde eine neue Orgel von der Firma Edenhofer eingebaut.